# The Passion 2011
The Passion 2011 was de eerste editie van The Passion, een Nederlands muzikaal-bijbels evenement dat jaarlijks op Witte Donderdag wordt gehouden, telkens op een andere locatie. Het evenement werd in 2011 op 21 april in Gouda gehouden, op diverse podia op de Markt. Het evenement werd door EO en RKK rechtstreeks uitgezonden op Nederland 3 en internet. Het evenement trok circa 20.000 bezoekers en werd door 980.000 televisiekijkers gevolgd. The Passion Gouda won in juni 2012 de prijs voor het 'Beste Stadspromotie-evenement' van de stichting Nationale Evenementenprijzen.

## Voorgeschiedenis
The Passion is ontstaan door producent Jacco Doornbos die in 2006 in Manchester was en daar het door de BBC uitgezonden live-evenement Manchester Passion bijwoonde. Hierdoor geïnspireerd haalde hij het spektakel naar Nederland. Na enkele jaren voorbereiding werd de eerste editie van The Passion uitgezonden vanuit Gouda, de stad waar EO-directeur Arjan Lock opgroeide. Hierbij was er nog behoorlijk wat kritiek uit de plaatselijke kerken. De plannen worden echter doorgezet en op 21 april 2011 is de eerste editie van The Passion een feit.
Tijdens deze editie van The Passion wordt er ook een processie gelopen met een lichtgevend kruis. De batterijen van dit kruis raken echter vroegtijdig leeg waardoor in de loop van de avond het kruis steeds minder licht geeft.

## Locaties
- Markt — Locatie hoofdpodium
- Kleiweg — Aankomst van Jezus
- Bolwerk — Start van de processie
- Voormalig weeshuis Spieringstraat — Laatste avondmaal
- Patersteeg en Jeruzalemkapel — Judas worstelt met het kwaad
- Houtmansplantsoen — Tuin van Getsemane
- Hoek Tuinstraat-Vijverstraat — Ontkenning van Petrus
- Sint-Janskerk — Finale

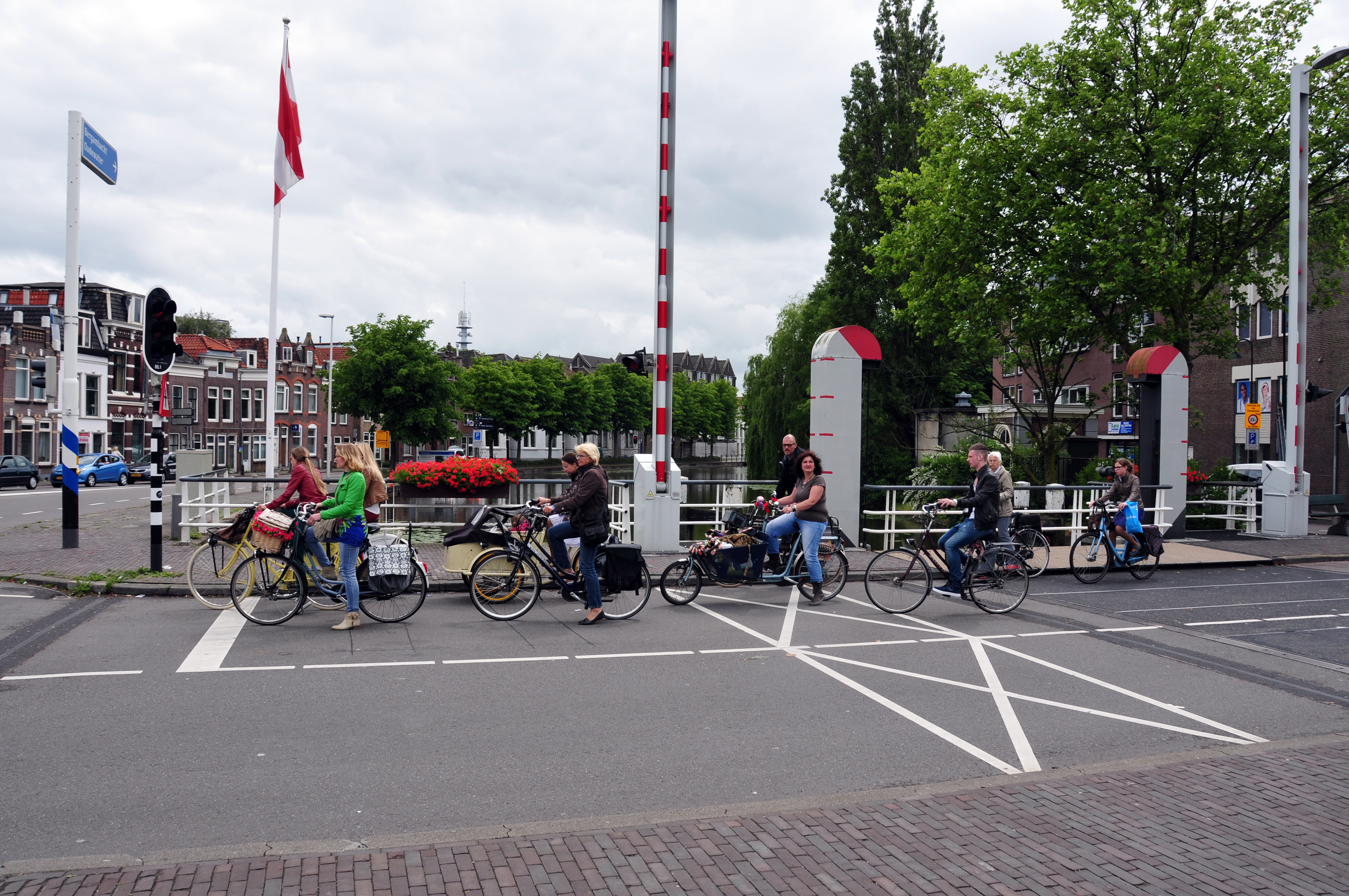
Kleiwegbrug
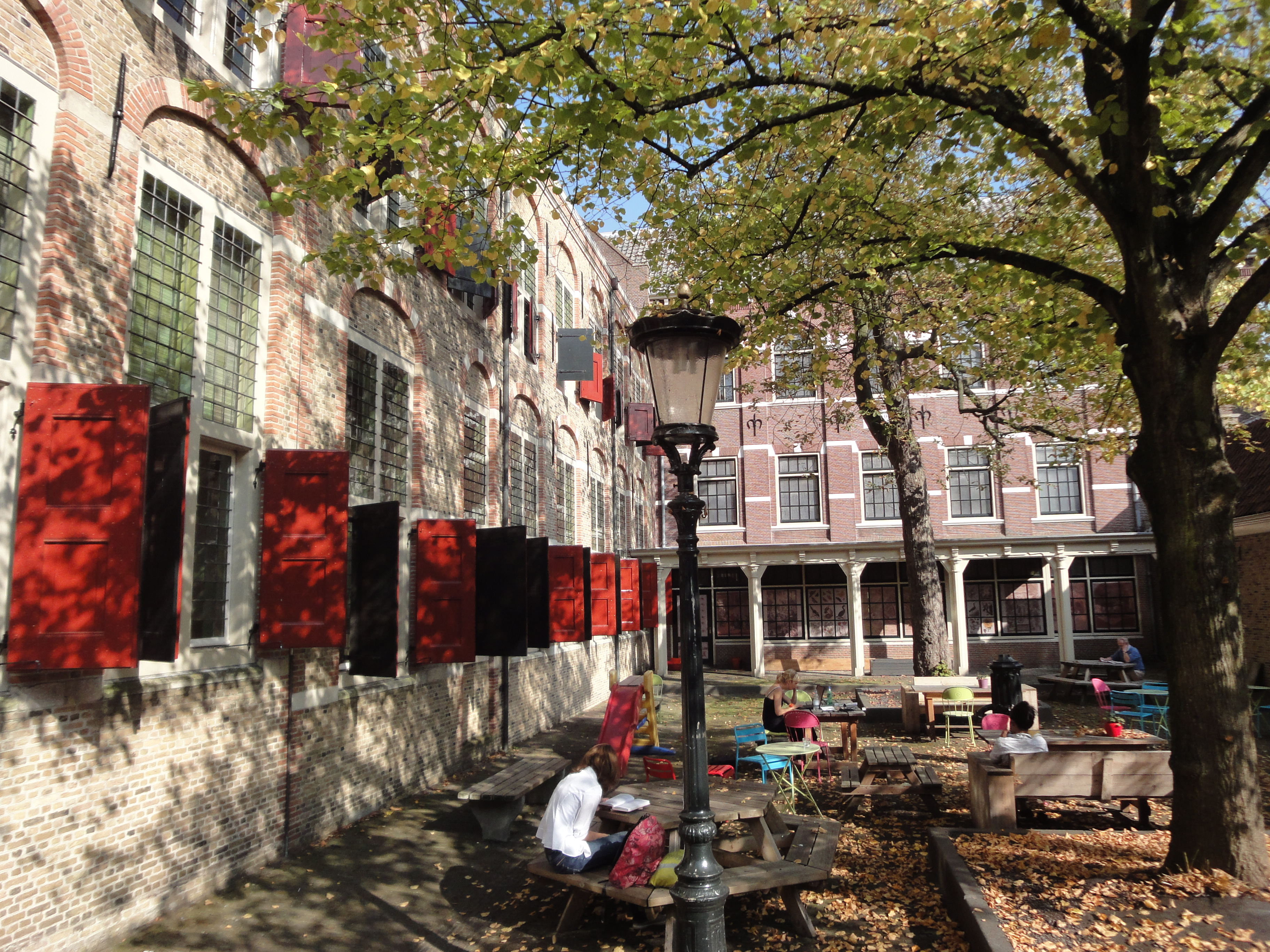
Binnenplaats van het weeshuis
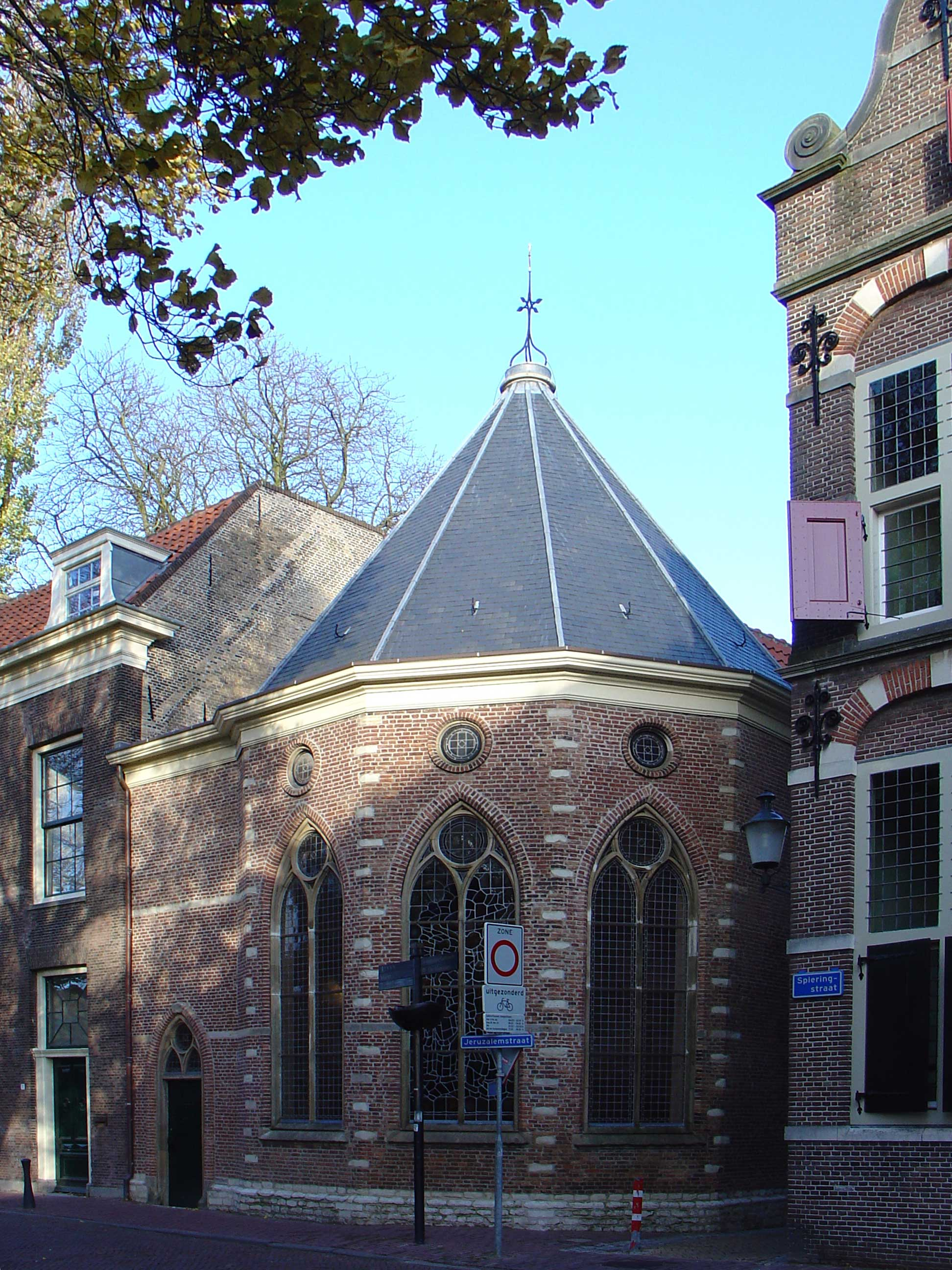
Jeruzalemkapel

## Rollen
Verteller Erik Dijkstra maakte met behulp van Bijbelteksten de verbinding tussen het verleden en het heden. Zanger Syb van der Ploeg en zangeres Do vertolkten de hoofdrollen van respectievelijk Jezus en zijn moeder Maria. De muzikale begeleiding was in handen van Cor Bakker.
| Rol               | Naam                 |
| ----------------- | -------------------- |
| Jezus             | Syb van der Ploeg    |
| Maria             | Do                   |
| Petrus            | Thomas Berge         |
| Verteller         | Erik Dijkstra        |
| Verslaggever      | Hanna Verboom        |
| Judas             | Frank Lammers        |
| Pilatus           | Wilbert Gieske       |
| Barabbas          | Dennis van der Geest |
| Discipel          | Emiel Sandtke        |
| Discipel          | Roderick Vonhögen    |
| Discipel          | Manuel Venderbos     |
| Discipel          | Arjan Lock           |
| Discipel          | Klaas van Kruistum   |
| Discipel          | Jeremy Sno           |
| Discipel          | Daan van Rijssel     |
| Discipel          | David Goddyn         |
| Discipel          | Dave Mantel          |
| Discipel          | Micha Hulshof        |
| Eigenaar snackkar | Julius Jaspers       |
| Politieagent      | John van den Heuvel  |
| Vrouw in raam     | Wilma Nanninga       |
| Voorbijganger     | Sharon Kips          |

## Muzieknummers
| Titel                      | Oorspronkelijke artiest      | Gezongen door                       |
| -------------------------- | ---------------------------- | ----------------------------------- |
| Iedereen is van de wereld  | The Scene                    | Syb van der Ploeg                   |
| Altijd wel iemand          | I.O.S.                       | Do                                  |
| Laat het vanavond gebeuren | De Dijk                      | Syb van der Ploeg                   |
| Blijf bij mij              | Ruth Jacott en Paul de Leeuw | Do                                  |
| Ik leef niet meer voor jou | Marco Borsato                | Frank Lammers                       |
| Ga in mijn schoenen staan  | De Dijk                      | Syb van der Ploeg                   |
| Zeg me dat het niet zo is  | Frank Boeijen Groep          | Do                                  |
| Stil in mij                | Van Dik Hout                 | Syb van der Ploeg en Frank Lammers  |
| Open                       | The Scene                    | Thomas Berge                        |
| Geef mij je angst          | André Hazes                  | Syb van der Ploeg en Do             |
| Zwart wit                  | Frank Boeijen Groep          | Wilbert Gieske en Syb van der Ploeg |
| De bestemming              | Marco Borsato                | Do                                  |
| Geef mij je angst          | André Hazes                  | Syb van der Ploeg en cast           |